# Lucas Pellas
Lucas Pellas (Estocolmo, 28 de agosto de 1995) es un jugador de balonmano sueco que juega de extremo izquierdo en el Montpellier Handball de la LNH. Es internacional con la selección de balonmano de Suecia.
Su primer gran campeonato con la selección fue el Campeonato Europeo de Balonmano Masculino de 2020.

## Palmarés

### Selección nacional
| Campeonato Mundial | Campeonato Mundial   | Campeonato Mundial | Campeonato Mundial |
| Año                | Lugar                | Medalla            |                    |
| ------------------ | -------------------- | ------------------ | ------------------ |
| 2021               | Egipto               | Medalla de plata   |                    |
| Campeonato Europeo |                      |                    |                    |
| Año                | Lugar                | Medalla            |                    |
| 2022               | Hungría y Eslovaquia | Medalla de oro     |                    |
| 2024               | Alemania             | Medalla de bronce  |                    |

## Clubes
| Club                 | País    | Año         |
| -------------------- | ------- | ----------- |
| Hammarby IF          | Suecia  | 2014 - 2016 |
| Lugi IF              | Suecia  | 2016 - 2020 |
| Montpellier Handball | Francia | 2020 - Act. |